# A Conspiracy of Hope
A Conspiracy of Hope var en turné bestående av sex konserter till förmån för människorättsorganisationen Amnesty International som genomfördes i USA under juni 1986. Syftet med turnén var att dra uppmärksamhet till Amnestys 25-årsfirande.
Sting och U2 var huvudnummer och till övriga medverkande hörde Bryan Adams, Peter Gabriel, Lou Reed, Joan Baez och The Neville Brothers. Stings band The Police återförenades även för de tre sista konserterna.

## Spelningar
- 4 juni, Cow Palace, San Francisco, Kalifornien
- 6 juni, The Forum, Los Angeles, Kalifornien
- 8 juni, McNichols Sports Arena, Denver, Colorado
- 11 juni, The Omni, Atlanta, Georgia
- 13 juni, Rosemont Horizon, Rosemont, Illinois
- 15 juni, Giants Stadium, East Rutherford, New Jersey